# Sarota completa
Espèce
Sarota completa est une espèce d'insectes lépidoptères (papillons) appartenant à la famille des Riodinidae et au genre Sarota.

## Taxonomie
Sarota completa a été décrit par Jason Piers Wilton Hall en 1998.

## Description
Sarota completa est un papillon au dessus de couleur noire.
Le revers est très foncé, à marge bordée d'une fine ligne rouge cuivre et parsemé de quelques petites marques bleu métallisé.

## Écologie et distribution
Sarota completa est présent en Bolivie, dans le sud du Venezuela et l'ouest du Brésil.

### Protection
Pas de statut de protection particulier.